# Чибча (язык)
Чи́бча, му́иска или мо́ска — вымерший южноамериканский язык, относящийся к группе чибчанских языков. До колонизации Южной Америки являлся языком государственных образований чибча-муисков. Королевской грамотой Карла III от 10 мая 1770 года использование индейских языков было запрещено.
Первую грамматику и словарь под названием «Gramatica en la Lengua General del Nuevo Reino, llamada Chibcha o Mosca» составил монах Бернардо де Луго в 1619 году, напечатанную в Мадриде Бернардино Гусманом. Эта книга также содержит два сонета на испанском языке и на языке моска. Де Луго указывает, что у индейцев не было своего письма ни на момент составления грамматики, ни когда-либо в прошлом.

## Фонология
Основываясь на известных текстах, можно составить такую таблицу фонем языка чибча:
Гласные
|           | Передние | Средние | Задние |
| Высокие   | i        |         | u      |
| Умеренные | e        | γ       | o      |
| Низкие    |          | a       |        |

Согласные
|                   | лабиальные | альвеолярные | палатальные | велярные | глоттальные |
| oclusivas глухие  | p          | t            |             | k (q)    | ' (h)       |
| oclusivas sonoras | b          |              |             | g        |             |
| nasales           | m          | n            |             | η (ng)   |             |
| fricativas sordas | f          | s            | ŝ (ch)      |          |             |
| africadas sordas  |            | z (ç) /ts/   |             |          |             |
| vibrantes         |            | † (r)        |             |          |             |
| aproximantes      | w (gu)     |              |             |          |             |

## Произношение
Звук Z произносился не звонко, а как кастильское S. Также в языке чибча использовался звук и буква Y (греческая «ипсилон»): напр., Я есть — hүcħaguү, произнося ү через открытый рот, не смыкая губ, а язык не задевает нёба. Особым образом произносились такие звуки как: ha, he, hi, ho, hu, а также cħa, cħe, cħi, cħo, cħu, hү, nү, gү, guү. Остальные были близки кастильскому.

## Части речи
Частей речи, по Бернардо де Луго, было восемь: имя существительное, местоимение, глагол, причастие, предлог, наречие, междометие и союз.

### Имя существительное
Склонение по падежам было одинаковым и для прилагательных и для существительных. Падежи образовывались добавлением частичек и слов к именительному падежу, не содержавшего и не допускавшего таковых.
- Именительный. -
- Родительный: добавление -epqua или -ipqua
- Дательный: добавление -guaca
- Винительный: добавление -ca
- Звательный: такой же как именительный, но спереди перед словом добавляется O. Например, О царь!
- Творительный: -ná, -bhôЗha и другие изменения.

Род узнается по значению и по контексту. Он применяется к животным и к разумным и неразумным существам, а также птицам, но не к растениям и другим предметам.
Числа. Единственное — один и множественное — много. Множественное число узнается по добавляемой перед частичками падежей частице -mabiê, то есть «много», «многие». Эта частичка не служит для образования множественного числа местоимений или числительных. Потому у слова Muүsca мн.ч будет Muүsca mabiê, что значит «много мужчин», или лучше сказать «много людей».
Существительные бывают основные и производные. Например, слово suâ — Солнце — основное, а suê — Испанец — производное, потому что индейцы, когда впервые увидели испанцев, говорили, что они дети Солнца, потому так их и назвали.
Также существительные бывают простые и составные. Простое — gûa — сьерра, и guas hucâ — селение Гуаска, составленное из двух существительных guâ и shuca — то есть склон, и поскольку это селение было заселено на склоне горы, потому оно и получило такое название.

### Местоимение
Девять местоимений:
- Hүcħa — я.
- Muê. — ты.
- As. — тот или то.
- Xis. — этот или это.
- үs. — тот или то (ближе).
- Зhү. — я или мой.
- I. — я или мой.
- Um. — ты или твой.
- A. — его или того.

Последние четыре выступают и как указательные (соединяясь с глаголами), так и притяжательные (соединяясь с существительными).
Первые пять для лучшего звучания после себя добавляют частички nүqү или nүсà, напр. Hүcħa nүqү или Hүcħa nүсà и т. д.
Hүcħa — я — простое местоимение.
Hүcħa nүqү — составное местоимение.
Также говорят Hүcħacħanүqү, вставляя cħa, когда говорят об одушевленном предмете, то есть — «я сам».

#### Склонение местоимения «Я»
Ед..число
- И.п. Hүcħa — я.
- Р.п. Зhipqua. — мой. Можно было бы подумать, что его можно образовать как и существительное Hүcħa epqua, или ipqua, но индейцы так не говорили. Это Зhipqua заимствовано от Зhү, что также означает — я.
- Д.п. Hүcħa Зhүguacà — для меня.
- В.п. Cħa или cħam или cħan или cħab или cħahacà — какое-либо движение по направлению к чему-то, а также «находиться». Hүcha — аккузатив, определяется глаголом, которым им управляет. А также — cħras и hүcħa.
- Зв.п. нет.
- Тв. п. Hү, haЗhү, bhôЗhà

Мн.число
- И.п. Chiê или chiê chi — мы.
- Р.п. Chi ipqua — наш, производный из местоимения Зhү, или chiê, chi ipqua
- Д.п. Chiguaca или chiê chiguaca — для нас, нам. Составление chiêguaca было невозможным.
- В.п. Chi hacà, chi hasàb, chi hàs, и chiê an, chiê ab — нас.
- Тв. п. Chi bhôЗhà или chiê chi bhôЗhà — с нами.

#### Склонение притяжательного местоимения «Мой»
Ед.число
- И.п. Зhү — я или мой.
- Р.п. Зhiүpqua.
- Д.п. Зhү guàca
- В.п. Зhucà или Зhucam или Зhucab, как в словах: ЗhucàthүЗhүtasuca: Зhucam nү, Зhucabha. Также существует &#1047;hucan, как в слове Зhucan nү. Этот аккузатив Зhү используется так — Зhү tà, a mutү — я продаю мой участок.
- Зв.п. нет.
- Тв. п. Зhү bhôЗhà. В обоих числах он не добавляет больше частиц.

Мн.число
- И.п. Chi — мы или наш.
- Р.п. Chi epqua или chi ipqua — наш.
- Д.п. Chiguàca или chiê chiguaca — для нас, нам.
- В.п. Chi hàcà, chi hocàm, chi hocàn, chihocàb — нас. Как в словах: Chi hàcà mutү — «продаётся нам», chi hocàm nү — «даётся нам», chiochàn nү — «дались нам», chihocabgà — учимся.
- Тв. п. ChibhôЗhà — с нашим.

Есть также два несклоняемых местоимения: cħa — с 1-м лицом ед..числа. и mà — со 2-м лицом ед..числа. По большей части они употребляются с Императивом, хотя и с другими временами тоже, но только с единственным числом. Множественным числом будут: Mi (от местоимения Um) и Chi (от местоимения Зhү)

### Глагол
Глагол Guү — «быть» — в утвердительных предложениях употреблялся как Hүcħaguy — «я есть», в отрицаниях как Hүcħa үn Зha — «не я», в вопросительных как Muê guà — «ты?».

#### Склонение глагола «Быть, Существовать» в утвердительных предложениях
Настоящее время изъявительного наклонения:
Ед.ч.
- Hүcħa guү — я есть.
- Muê guү. — ты есть.
- As guү. — тот есть.

Мн.ч.
- Chiê guү — мы есть.
- Miê guү. — вы есть.
- AnahiЗba guү. — тот есть.

Прошедшего Несовершенного времени у этого глагола нет, также как Давнопрошедшего и Будущего Совершенного.
Прошедшее совершенное похоже на настоящее, как и в испанском Preterito Perfecto.
Будущее несовершенное:
Ед.ч.
- Hүcħa үngà — я буду.
- Muê үngà. — ты будешь.
- As үngà. — тот будет.

Мн.ч.
- Chiê үngà — мы будем.
- Miê үngà. — вы будете.
- AnahiЗba үngà. — тот будет.

Настоящее время, Повелительное наклонение:
Образуется как Будущее несовершенное — * Muê үngà. — ты будешь. Также добавляется частичка Co.

### Числительные
Образуются из различных слов и частиц:
- 1. Ata
- 2. BoЗha
- 3. Mica
- 4. Mhuүcà
- 5. Hүcscà
- 6. Ta
- 7. Qhûpqà
- 8. ShûЗhà
- 9. Aca
- 10. Hubchìhicà

Для чисел свыше 10 используется слово Qhicħa и ставится оно перед числами от 1 до 10. Причем Qhicħa Hubchìhicà будет означать 20, но также может называться guêta. Числа от 21 и выше уже образуются по другому правилу.